# Pteropus rennelli
Pteropus rennelli is een vleermuis uit het geslacht Pteropus die voorkomt op de atol Rennell in het zuiden van de Salomonseilanden. Deze soort werd eerder als een ondersoort van P. rayneri gezien, maar is mogelijk dezelfde soort als Pteropus cognatus uit San Cristobal. Deze soort is van slechts vijf exemplaren bekend, waarvan het laatste in 1965 is gevangen.
P. rennelli is een middelgrote vleerhond. De rug is zwart, maar wordt naar achteren toe meer grijsbruin. De schouder is kastanjekleurig, de kop grijs. De voorarmlengte van drie exemplaren bedraagt 121, 125 en 126 mm; een van deze drie had een tibia van 53,5 mm en een oor van 23,0 mm.